# Microsoft Store
Microsoft Store (ранее — Windows Store) — компонент операционной системы Windows начиная с Windows 8, предназначенный для покупки и загрузки UWP-приложений, игр, фильмов, тем рабочего стола. Первый раз появился в Windows 8 Developer Preview.
Вместе с Windows 10 были анонсированы новые возможности Microsoft Store, в том числе и публикация классических программ. Эта возможность была реализована в сентябре 2016 года, о чём сообщалось в блоге Microsoft. Были опубликованы первые приложения, доступные в магазине Windows, такие как Evernote, Arduino IDE, doubleTwist, PhotoScape, MAGIX Movie Edit Pro, Virtual Robotics Kit, Relab, SQL Pro, Voya Media, Predicted Desire and korAccount.
Как и в случае с другими подобными платформами, такими как Google Play и Mac App Store, магазин Microsoft Store курируется, и приложения должны быть сертифицированы на совместимость и контент. В дополнение к клиенту Microsoft Store в магазине есть портал для разработчиков, с которым они могут взаимодействовать. Microsoft берет 30 % от продажной цены на приложения. До 1 января 2015 года это ограничение снижалось до 20 % после того, как прибыль разработчика достигла $25 000.

## История
Впервые Microsoft обсуждал создание Windows Store на конференции Build 13 в сентябре 2011 года. Он представил Windows Store как приложение, позволяющее приобретать Metro и Desktop приложения. Windows Store был включён в Windows Developer Preview, однако приобрести что-либо было нельзя (пользователь видел перед собой надпись «Coming Soon») — Windows Store ещё был в разработке.
В 2015 было рассказано о множестве новшеств в Windows Store. Именно о возможности публиковать в магазине приложения, перенесённые с помощью новых инструментов Visual Studio с других платформ и публиковать классические программы (Win32).
Microsoft ранее поддержал подобную цифровую систему распределения для программного обеспечения, известную как Marketplace Windows, который позволил клиентам покупать программное обеспечение онлайн и загружать его на их компьютер. Ключи продуктов и лицензии были снабжены платформой, позволив пользователям получить их покупки при смене компьютеров. Windows Marketplace был закрыт в ноябре 2008.
В 2017 году Windows Store был переименован в Microsoft Store.

### Windows 8
Microsoft впервые объявил о цифровой службе распределения для Windows при её представлении во время конференции разработчиков 13 сентября 2011. Более подробная информация, о которой объявили во время конференции, показала, что хранилище в состоянии содержать списки для обоих сертифицированных традиционных Приложений Windows, а также «metro style apps» в это время: плотно поработавшее программное обеспечение на основе руководства по проектированию Microsoft, которое постоянно контролируется по качеству и соответствию. Для потребителей Microsoft Store является единственным способом получения приложений в стиле Metro. Хотя о выпуске Windows 8 было объявлено одновременно с «Developer Preview», сам Microsoft Store не был доступен до «Consumer Preview», выпущенного в феврале 2012 года.
Обновления приложений, опубликованных в Магазине после 1 июля 2019 года, уже недоступны для пользователей всех версий Windows 8 RTM кроме Windows Embedded 8 Standard и Windows RT. В соответствии с политикой жизненного цикла операционных систем, проводимой Microsoft, все редакции оригинального релиза Windows 8 кроме Windows Embedded 8 Standard и Windows RT не поддерживаются с 12 января 2016 года. Обновления приложений, опубликованных в Магазине после 2023 года, будут недоступны для пользователей Windows Embedded 8 Standard, так как основная поддержка Windows Embedded 8 Standard за политикой жизненного цикла операционных систем, проводимой Microsoft, была прекращена 10 июля 2018 года, а расширенная поддержка была продлена до 11 июля 2023 года.

### Windows 8.1
Обновлённая версия Магазина Microsoft была представлена в Windows 8.1. Его домашняя страница была переделана для отображения приложений в целевых категориях (таких как популярные, рекомендуемые, бесплатные и платные и специальные предложения) с расширенными подробностями, а также была добавлена возможность автоматического обновления приложений. Обновление Windows 8.1 также представило другие заметные изменения в оформлении, в том числе увеличение списков лучших приложений, чтобы они возвращали 1000 приложений вместо 100 приложений, раздел «выборки для вас» и изменение сортировки по умолчанию для обзоров, чтобы они были «наиболее популярными».
Обновления приложений, опубликованных в Магазине после 1 июля 2023 года, недоступны для всех редакций Windows 8.1 кроме Windows Embedded 8.1 Industry.

### Windows RT
Установка приложений из Microsoft Store на Windows RT — единственный способ установить приложения на Windows RT.

### Windows 10
Microsoft Store служит объединённым каталогом UWP приложений для Windows 10 на всех платформах, предлагая приложения, игры, музыку Groove (раньше Xbox музыка), звуковые дорожки (недоступно в России), Кино и ТВ (раньше Xbox видео) видео (недоступно в России), темы и покупку электронных книг.
В сентябре 2017 года Microsoft начала переименовывать Windows Store в Microsoft Store с новым значком. Магазин Xbox был объединён с этой новой версией платформы.
Веб-приложения и программное обеспечение, установленное на компьютере (использующие или Win32 или Платформу .NET), могут быть установлены для распределения на Microsoft Store. Программное обеспечение, установленное на компьютере, распределенное через Microsoft Store, будет установлено, используя систему App-V.
В феврале 2018 года Microsoft объявила, что Прогрессивные веб-приложения станут доступны в Магазине Microsoft, и Microsoft автоматически добавит выбранные качественные приложения через сканер Bing или разрешит разработчикам отправлять их в Microsoft Store.

### Windows Server
Магазин Windows доступен в Windows Server 2012, Windows Server 2012 R2 и новейших версиях Windows Server, но не установлен по умолчанию. Приложения UWP можно приобрести в Microsoft Store для бизнеса (ранее Windows Store для бизнеса) и установить с помощью «боковой загрузки».

## Приложения
На сентябрь 2015 года количество приложений и игр в магазине уже свыше 668 000.
Приложения и игры делятся на категории.
Приложения

| - Безопасность - Бизнес - Дети и семья - Дизайн мультимедиа - Еда и питания - Здоровье и фитнес - Книги и справочники - Личные финансы - Медицина - Музыка | - Навигация и карты - Новости и погода - Образ жизни - Образование - Персонализация - Покупки - Правительство и политика - Производительность - Путешествия - Развлечения | - Служебные программы и средства - Социальные сети - Спорт - Средства разработчика - Фотографии и видео |

Игры

| - Аркады - Борьба - Головоломки и викторины - Гонки и авиасимуляторы - Казино - Карточные и настольные - Музыка - Образование - Ролевые игры - Семья и дети | - Симуляторы - Словесные игры - Спорт - Стратегии - Стрелялки - Экшн и приключения |

### Музыка
6 июля 2015 года Microsoft объявила о ребрендинге своего музыкального сервиса Xbox Music в Groove. Через некоторое время в Windows Store появилась возможность покупать музыку и оформить подписку на Groove Music Pass.

### Кино и ТВ
Помимо ребрендинга Xbox Music, этой же процедуре подвергся сервис Xbox Video. Вместо него было представлено приложение Кино и ТВ.